# JR-Baureihe E231
Die Baureihe E231 der japanischen Bahngesellschaft JR Higashi-Nihon wird seit 2000 im Vorort- und Regionalverkehr um Tokio eingesetzt. Kawasaki Heavy Industries, Tokyu Car Corporation und ein Werk von JR fertigten die Elektrotriebzüge auf Basis der Baureihe 209.

## Versionen

### E231-0
Für die Chūō-Sōbu-Linie wurden 46 Zehnwagenzüge der Serie E231-0 gebaut. In jedem Zug war ein Wagen mit sechs Türen pro Seite eingereiht, um die Fahrgastwechselzeiten zu verkürzen. Weitere 17 Zehnwagen- und 19 Fünfwagenzüge verkehren als Rapid auf der Jōban-Linie und deren Zweigstrecke nach Narita.
Mit dem Einbau von Bahnsteigtüren auf der Chūō-Sōbu-Linie und der Ankunft von E231-500 von der Yamanote-Linie wurden die E231-0 teilweise auf acht Wagen verkürzt und auf die weiter außen liegende Musashino-Linie versetzt, andere Wagen wurden in E231-900 umgebaut. Mit den überzähligen Mittelwagen konnten die Wagen mit sechs Türen durch Standardwagen ersetzt werden.

### E231-500

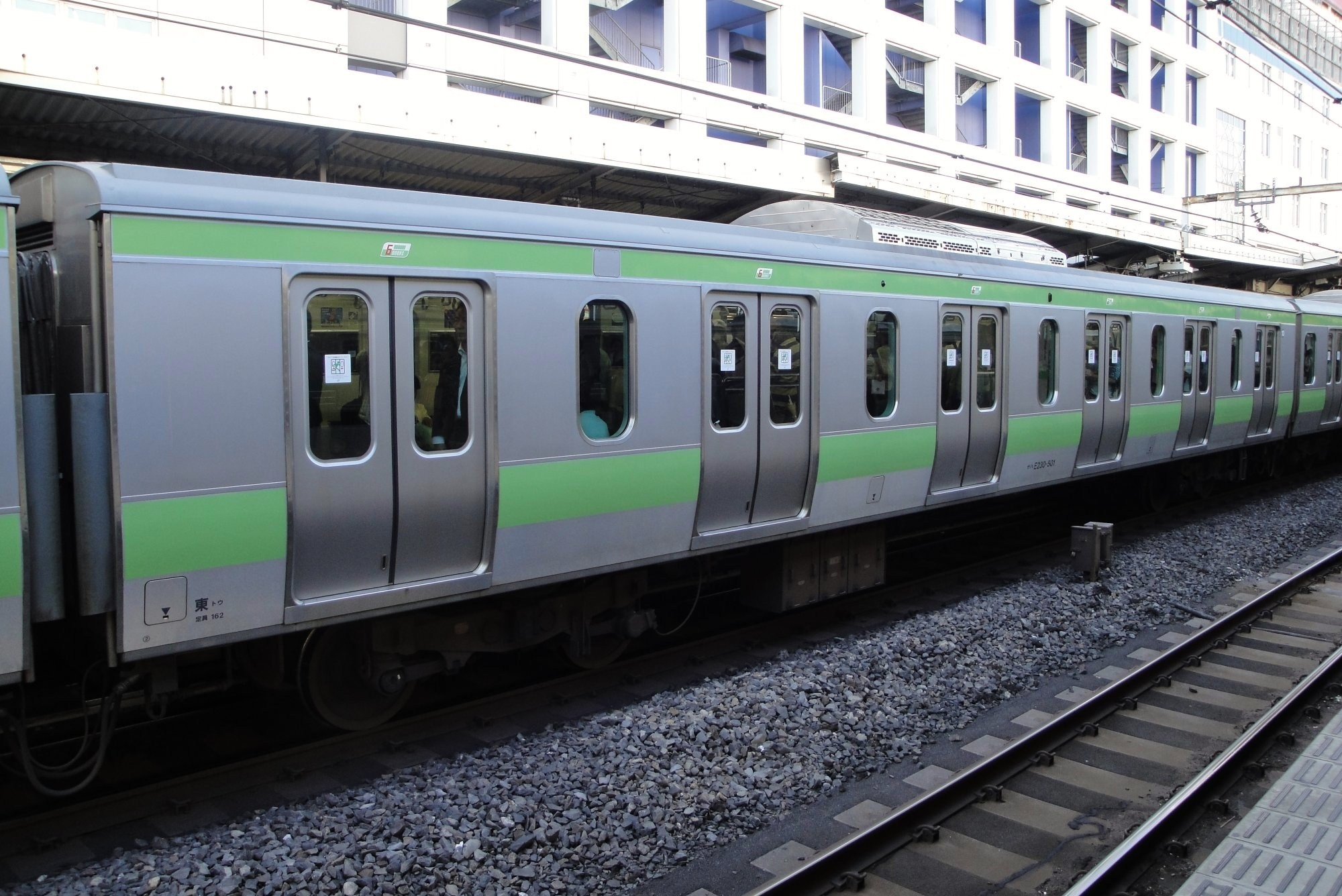
Mittlerweile ausgemusterter Wagen mit sechs Türen pro Seite auf der Yamanote-Linie

Für die Yamanote-Linie wurden 52 Elfwagenzüge von 2002 bis 2005 ausgeliefert. Sie erhielten ebenfalls Wagen mit sechs Türen. Um 2015 wurden 48 Wagen in den Typ E235-0 umgebaut und in die neu angelieferten Züge eingegliedert. Die restlichen Wagen wurden als Zehnwagenzüge auf die Chūō-Sōbu-Linie versetzt.

### E231-800

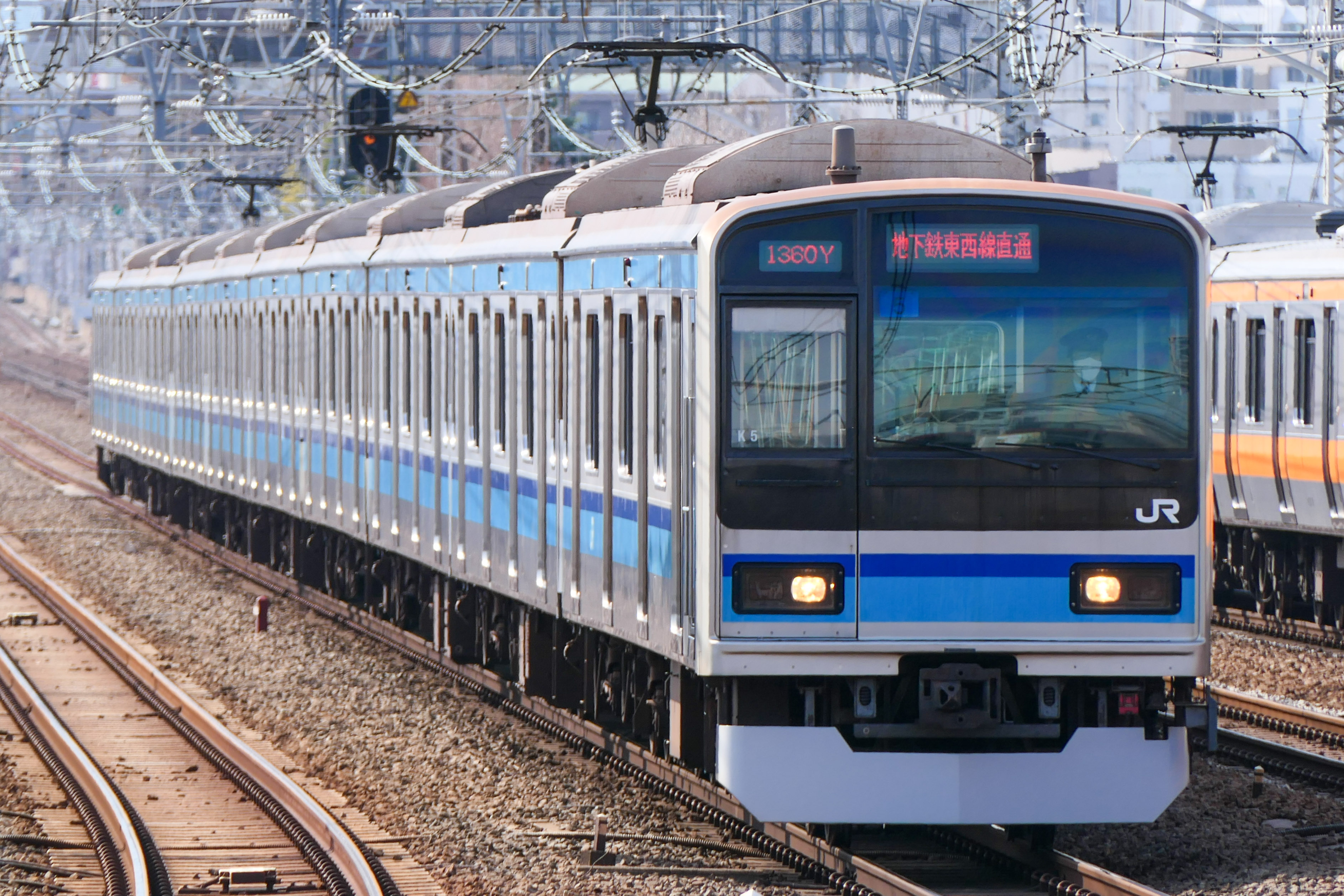
E231-800 auf der Chuō-Linie

Für die Durchbindungen der Tōzai-Linie der Tokioter U-Bahn wurden 7 Zehnwagenzüge beschafft. Wegen des kleineren Lichtraumprofils sind die Wagenkästen nicht bombiert und damit nur 2,8 Meter breit. Sie verkehren im Westen auf der Chūō-Hauptlinie zur Sōbu-Hauptlinie und der Toyo Rapid Railway im Osten.

### E231-900
Dieser Prototyp-Triebzug wurde 1998 als Baureihe 209-950 gebaut und zwei Jahre später umgezeichnet.

### E231-1000
Für die langlaufenden Nord-Süd-Regionallinien über die Bahnhöfe Tokio und Shinjuku wurden zwischen 2000 und 2006 91 Zehnwagen- und 69 Fünfwagenzüge beschafft. In den Zehnwagenzügen sind doppelstöckige Green Cars eingereiht. Aufgrund der längeren Laufwege gibt es teilweise Quersitze statt der sonst üblichen Längssitze.

### E231-3000
Sechs Vierwagenzüge entstanden 2017 bis 2019 aus Wagen des Typs E231-0. Sie werden auf der Kawagoe- und Hachikō-Linie eingesetzt.